# Giorgio Pini
Giorgio Pini (Bologna, 1º febbraio 1899 – Bologna, 30 marzo 1987) è stato un politico e giornalista italiano.

## Biografia

### Il ventennio fascista
Iscritto alla facoltà di legge dell'Università di Bologna, partecipò alla prima guerra mondiale (fu uno dei "Ragazzi del '99"). Nel 1920 si iscrisse ai Fasci di combattimento. Il 21 novembre di quell'anno, partecipò agli scontri che culminarono con la strage di Palazzo d'Accursio.
Laureato in Giurisprudenza, iniziò la carriera giornalistica nell'organo della Federazione Fascista di Bologna (L'Assalto) prima come redattore e poi come direttore. Fedelissimo di Mussolini, sin dal 1925 fu invitato a collaborare a Il Popolo d'Italia, quotidiano fondato dallo stesso capo del fascismo. Nell'ottobre 1926 Pini fu nominato caporedattore de Il Resto del Carlino, il principale quotidiano di Bologna, per poi assumerne la direzione dal 1928 al 1930. Inviso ai molti gerarchi bolognesi per la sua rapida ascesa, dopo soli due anni fu estromesso dal Carlino (3 marzo 1930). Mussolini allora dispose il suo trasferimento a Genova, dove Pini fu direttore di due quotidiani genovesi: il «Giornale di Genova» e il «Corriere Mercantile» (il primo usciva di mattina, il secondo nel pomeriggio).
Nel settembre 1936 fu chiamato alla direzione del «Gazzettino di Venezia», posizione che lasciò dopo appena tre mesi perché Mussolini in persona lo volle a Milano alla guida della redazione del «Popolo d’Italia» (dicembre 1936). Negli anni successivi Pini riuscì a potenziare la tiratura quasi triplicandola. Il giornalista bolognese ebbe il vantaggio di tenere contatti quotidiani con il capo del governo, che era solito telefonargli ogni sera. Mussolini riservò questo privilegio al solo Pini tra i giornalisti italiani. Lavorò al Popolo d'Italia fino al 25 luglio 1943 (tranne sei mesi nel 1941, durante i quali fece l'inviato di guerra in Libia), quando il giornale cessò le pubblicazioni.

### Nella Repubblica Sociale
Fedelissimo del Duce, Pini aderì alla Repubblica Sociale Italiana e diresse nuovamente Il Resto del Carlino, di cui fu anche redattore capo e responsabile amministrativo. Con la sua direzione il quotidiano assunse una connotazione moderata, mettendo soprattutto in evidenza i contenuti sociali del Manifesto di Verona (Socializzazione dell'economia). A mano a mano che gli Alleati conquistavano posizioni risalendo la penisola, il giornale si concentrò su quanto avveniva lontano dall'Italia, sul fronte europeo orientale.
Nell'ottobre 1944 Mussolini gli diede l'incarico di sottosegretario al Ministero dell'Interno nel governo repubblicano, da lui voluto per il cambiamento dei vertici del partito: in questa veste, Pini fu assiduo sostenitore della rimozione da ministro di Guido Buffarini Guidi. Conclusosi il secondo conflitto mondiale fu preso prigioniero e custodito per breve tempo nel carcere di Bologna. Il 22 maggio 1945 Giovanni, il figlio sedicenne che si era recato presso il carcere in visita, scomparve al ritorno presso Castiglione delle Stiviere, assassinato da un gruppo di partigiani.

### Il secondo dopoguerra
Nel gennaio 1946 Giorgio Pini fu condannato a sei anni e otto mesi di reclusione per i suoi trascorsi fascisti. Pur considerato dalla Corte di Cassazione «persona rivestita di elevate funzioni di direzione civile e politica», pochi mesi dopo (agosto 1946) Pini fu amnistiato con la motivazione di non avere «posto in essere atti positivi di collaborazionismo col tedesco invasore»; i magistrati della Corte suprema, nel rimetterlo in libertà lo definirono un «galantuomo rimasto al di sopra dei grandi eventi dell'epoca, immune da collaborazionismo nonostante l'incarico di sottosegretario agli Interni della RSI».
Tornato libero, il 26 dicembre 1946 Pini contribuì alla fondazione del Movimento Sociale Italiano. Fu uno dei principali esponenti della corrente di "sinistra nazionale" del MSI e poi uno dei fondatori e animatori nel 1952 del Raggruppamento Sociale Repubblicano e dal 1957 del Partito Nazionale del Lavoro.
Proseguì anche l'attività pubblicistica in modo piuttosto intenso: nel 1950 diede alle stampe Filo diretto con Palazzo Venezia, diario in cui registrò tutti gli incontri avuti con Mussolini nel periodo in cui lavorava al Popolo. E Itinerario tragico, in cui narrò le complesse vicissitudini della Repubblica sociale italiana. Nel 1953 iniziò la sua collaborazione con la testata Pensiero Nazionale; nel 1955, con Duilio Susmel, scrisse il saggio Mussolini, l'Uomo e l'opera.
Occorre infine citare i libri pubblicati dalla vedova del duce, Rachele Mussolini, di cui fu autore non accreditato.
Morì a Bologna il 30 marzo 1987.

## Onorificenze
Medaglia d'Argento al Valor Militare nel 1917 .

## Opere
- Famiglia e matrimonio, Milano, Imperia, 1923.
- Le legioni bolognesi in armi, Bologna, Edizione de l'Assalto, 1923.
- Benito Mussolini. La sua vita fino ad oggi, dalla strada al potere, Bologna, Cappelli, 1926.
- Storia del fascismo. Guerra, rivoluzione, regime, con Federico Bresadola, Roma, Libreria del littorio, 1928; con Giulio Giacchero, Roma, Unione editoriale d'Italia, 1938; 1940.
- La civiltà di Mussolini fra l'oriente e l'occidente, Roma, Critica fascista, 1930.
- Vita di Umberto Cagni, Milano, A. Mondadori, 1937.
- Mussolini, Bologna, Cappelli, 1939.
- Itinerario tragico. 1943-1945, Milano, Omnia, 1950. (relativo al tormentato periodo della Repubblica sociale).
- Filo diretto con Palazzo Venezia, Rocca San Casciano, Cappelli, 1950.
- Mussolini. L'uomo e l'opera, con Duilio Susmel, Firenze, La Fenice, 1953-1955.

I, Dal Socialismo al Fascismo. 1883-1919, Firenze, La Fenice, 1953.
II, Dal Fascismo alla dittatura. 1919-1925, Firenze, La Fenice, 1954.
III, Dalla dittatura all'impero. 1925-1938, Firenze, La Fenice, 1955.
IV, Dall'Impero alla Repubblica. 1938-1946, Firenze, La Fenice, 1955.